# Oedemera croceicollis
Oedemera croceicollis  (лат.) — вид жуков-узконадкрылок.

## Описание
Жук длиной 7—9 мм. Переднеспинка красно-рыжего цвета. Наружная жилка надкрылий не сливается с боковым краем. Встречается по берегам морей и крупных рек. Жуки активны с мая по июль. Кормовым растением личинок, возможно является осока Carex distans. 

## Распространение
Вид встречается в Европе, Центральной Сибири и Кавказе.